# Bletilla pasiasta
Bletilla pasiasta (Bletilla striata) – gatunek rośliny z rodziny storczykowatych (Orchidaceae). Naturalnie występuje w Chinach, Japonii i na Półwyspie Koreańskim.

## Morfologia
KłączaTworzy podziemne kłącza, wiosną wyrastają z nich rośliny.
LiścieWyrastają z kłączy wiosną, są to rozety liści o wysokości 50 cm.
KwiatyZwykle różowe, pojawiają się latem, średnicy 4–5 cm, jest 5–6 na pędzie.

## Zmienność
W uprawie są mało znane kultywary:
- 'Alba' o kwiatach białych
- 'Variegata' – ma biało obrzeżone liście

## Uprawa
Nie lubi przesadzania i dzielenia. Podczas sadzenia do podłoża warto dodać gliny, ponieważ źle rośnie i kwitnie na piaszczystych i suchych glebach.

## Systematyka
Rodzaj sklasyfikowany do podplemienia Coelogyninae w plemieniu Arethuseae, podrodzina epidendronowe (‘’ Epidendroideae’’), rodzina storczykowate (Orchidaceae), rząd szparagowce (Asparagales) w obrębie roślin jednoliściennych.
Wykaz podgatunków
- Bletilla striata var. albomarginata Makino
- Bletilla striata fo. gebina (Lindl.) Ohwi
- Bletilla striata var. gebina (Lindl.) Rchb. f.
- Bletilla striata var. kotoensis (Hayata) Masam.